# Arrenga de Java
L'arrenga de Java (Myophonus glaucinus) és una espècie d'ocell paseriforme de la família dels muscicàpids. Es troba a les illes de Java i Bali, a Indonèsia. Habita els boscos tropicals i subtropicals de frondoses humits de l'estatge montà. El seu estat de conservació es considera de risc mínim.